# Pokémon: Siła jest w nas
Pokémon: Siła jest w nas (jap. 劇場版ポケットモンスター みんなの物語, Gekijōban Pocket Monsters: Minna no monogatari; ang. Pokémon the Movie: The Power of Us) – dwudziesty pierwszy film o Pokémonach na podstawie anime Pokémon. Dostępny w serwisie Netflix od 1 stycznia 2020 roku.
Tytuł filmu jest także odniesieniem do drugiego filmu o Pokemonach z 17 lipca 1999 roku pt. „Pokémon: The Movie 2000 – The Power of One”.

## Fabuła
Film różni się jednak od większości, ponieważ wraz ze swoim poprzednikiem kontynuuje historię w alternatywnej rzeczywistości, w której przygody Asha i Pikachu toczą się odrobinę inaczej niż w wersji serialowej.
Ash i Pikachu wyruszają do miasta Fula, by wziąć udział w Festiwalu Wiatru. Wobec nadciągającej katastrofy muszą połączyć siły z grupą wyrzutków, by uratować sytuację.
Źródło: Netflix

## Wersja polska[2]
Wersja polska: SDI Media Polska

Reżyseria: Adam Łonicki

Dialogi: Anna Wysocka

Kierownictwo muzyczne: Piotr Zygo

Dźwięk: Adam Łonicki, Piotr Zygo

Wystąpili:
- Ikue Ohtani – Pikachu
- Hanna Kinder-Kiss – Ash Ketchum
- Magdalena Herman-Urbańska – Risa
- Weronika Łukaszewska – Margo
- Jacek Kopczyński – Callahan
- Damian Kulec – Toren
- Tomasz Bednarek – Burmistrz Oliver
- Barbara Zielińska – Harriet
- Klementyna Umer –
  - Mia,
  - Badaczka
- Kamil Studnicki – Jason
- Magda Kusa – Kellie
- Jakub Szyperski – Rick
- Anna Szymańczyk – Asystentka burmistrza
- Jarosław Budnik – James
- Izabela Dąbrowska – Jessie
- Mirosław Wieprzewski – Meowth
- Kamil Pruban – Łowca 1
- Igor Borecki – Hoyt
- Kamil Siegmund – Łowca 2
- Iwo Wiciński – Miles
- Joanna Węgrzynowska-Cybińska – Siostra Joy
- Brygida Turowska – Sierżant Jenny
- Mikołaj Klimek –
  - Narrator,
  - Badacz 1

W pozostałych rolach:
- Kim Grygierzec –
  - Głos z głośników,
  - Młoda Harriet
- Mateusz Kwiecień – Komentator
- Piotr Bajtlik –
  - Pracownik lunaparku,
  - Pokémon Ranger,
  - Badacz 2
- Michał Klawiter

Wykonanie piosenki:	
- „Siła jest w nas”: Magdalena Tul